# Aerolindigia
Aerolindigia là một chi rêu trong họ Brachytheciaceae.